# Grånmyran
Grånmyran este o arie protejată (arie specială de conservare — SAC, sit de importanță comunitară — SCI) din Suedia întinsă pe o suprafață de 31 ha, integral pe uscat.

## Localizare
Centrul sitului Grånmyran este situat la coordonatele 63°06′24″N 16°15′26″E / 63.1068°N 16.2573°E.

## Înființare
Situl Grånmyran a fost declarat sit de importanță comunitară în iulie 2000 pentru a proteja 2 specii de plante și 2 specii de animale. Situl a fost protejat și ca arie specială de conservare în martie 2011.

## Biodiversitate
Situată în ecoregiunea boreală, aria protejată conține 2 habitate naturale: Păduri fino-scandinave bogate în ierburi cu Picea abies, Mlaștini alcaline.
La baza desemnării sitului se află mai multe specii protejate:
- plante (2): papucul doamnei (Cypripedium calceolus), ochii-șoricelului (Saxifraga hirculus)
- nevertebrate (2): Vertigo genesii, Vertigo geyeri